# Informátor Státní bezpečnosti
Informátor Státní bezpečnosti, zkráceně informátor StB, byl definován jako tajný spolupracovník vázaný zpravidla na vlasteneckém základě, který StB podával informace o nepřátelských skutečnostech ze svého okolí. Informátoři byli vybíráni z řad občanů, měli široké styky a důvěru okolí.
Šlo o kategorii vědomého spolupracovníka StB. Toto pojmenování se používá v registračních protokolech agenturních a operativních svazků Státní bezpečnosti.